# Óblast de Astracán
Astracán, también llamado Astraján, (en ruso: Астраханская область, tr.: Astrajánskaya óblast) es uno de los cuarenta y siete óblast que, junto con las veintiuna repúblicas, nueve krais, cuatro distritos autónomos y dos ciudades federales, conforman los ochenta y tres sujetos federales de Rusia. Su capital es la homónima Astracán. Está ubicado en el distrito Sur limitando al este con Kazajistán, al sureste con el mar Caspio, al suroeste con Kalmukia y al noroeste con Volgogrado.
Su superficie es de 49 024 km² y una población de 1 005 276 habitantes (2002). Su centro administrativo es la ciudad de Astracán y actualmente está gobernado por Aleksandr Zhilkin.

## Historia
En 1717, el Imperio ruso creó la gubérniya (gobernatura) de Astraján, que llegaba hasta los límites del suroeste del Imperio, conocidos como el Krai (territorio) de Astraján. En el año de 1917, antes de la Revolución rusa, limitaba con las guberniyas de Sarátov, Samara y Stávropol, el óblast de Térek, los cosacos del Don y los Urales y el mar Caspio.
A partir de 1919, finalizada aquella Revolución, se cambiaron en su geografía los límites del óblast en numerosas ocasiones, tomando en 1957 su forma y configuración actuales.
|  |  |

## Subdivisiones
Comprende la capital provincial Astracán (directamente subordinada a la óblast como ókrug urbano) y once raiones o distritos municipales:
- Raión de Ajtúbinsk (capital: Ajtúbinsk)
- Raión de Volodarski (capital: Volodarski)
- Raión de Yenotáyevka (capital: Yenotáyevka)
- Raión de Ikriánoye (capital: Ikriánoye)
- Raión de Kamyziak (capital: Kamyziak)
- Raión de Krasni Yar (capital: Krasni Yar)
- Raión de Limán (capital: Limán)
- Raión de Narimánov (capital: Narimánov)
- Raión de Privolzhski (capital: Nachálovo)
- Raión de Jarabalí (capital: Jarabalí)
- Raión de Chorni Yar (capital: Chorni Yar)

Queda fuera de la organización territorial de la óblast la ciudad de Známensk, que forma un ókrug urbano bajo la jurisdicción federal del ZATO.

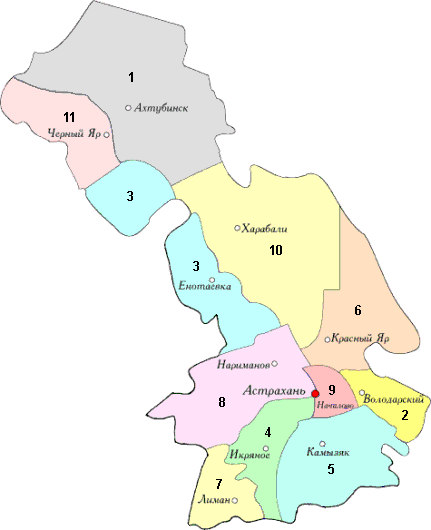
Subdivisiones de la óblast